# Kreiz
Kreiz (tiếng Ả Rập: الكريز) là một ngôi làng Syria nằm ở Idlib Nahiyah ở huyện Idlib, Idlib. Theo Cục Thống kê Trung ương Syria (CBS), Kreiz có dân số 1524 trong cuộc điều tra dân số năm 2004.